# Niederottendorf
Niederottendorf ist ein Ortsteil von Neustadt in Sachsen im Landkreis Sächsische Schweiz-Osterzgebirge.

## Geographie
Niederottendorf liegt östlich der sächsischen Landeshauptstadt Dresden im Übergangsbereich von Lausitzer Bergland und Sächsischer Schweiz. Es befindet sich im Norden der Stadt Neustadt in Sachsen und damit im Nordosten des Landkreises Sächsische Schweiz-Osterzgebirge. Das Waldhufendorf, dessen Ortsbild zahlreiche Dreiseithöfe bestimmen, liegt im Tal des Ottendorfer Dorfbachs, der über den Lohbach in die Polenz entwässert.
Im äußersten Osten der 494 Hektar großen Flur beginnt der Hohwald. In diese Richtung steigt das Gelände zum Valtenberg hin an. Die Fluren um Niederottendorf werden größtenteils landwirtschaftlich genutzt. Im Nordwesten schließt sich direkt Oberottendorf an, im Süden Berthelsdorf. Im Westen grenzt die Gemarkung Niederottendorf mit Rückersdorf noch an einen dritten Neustädter Ortsteil. Östlich benachbart sind die Oberputzkauer Fluren des Schmölln-Putzkauer Ortsteils Putzkau, die zum Landkreis Bautzen gehören.
Die wichtigste Straße auf Niederottendorfer Flur ist die Staatsstraße 156 von Bischofswerda nach Neustadt in Sachsen, die den Ort westlich umgeht. Niederottendorf selbst wird vorwiegend durch die Bischofswerdaer Straße erschlossen, die weitgehend dem Ottendorfer Dorfbach folgt und Oberottendorf mit Berthelsdorf verbindet. Niederottendorf ist an das Busnetz des Regionalverkehrs Sächsische Schweiz-Osterzgebirge (RVSOE) angeschlossen. Im benachbarten Oberottendorf befindet sich ein Haltepunkt an der Bahnstrecke Bautzen–Bad Schandau.